# Katsuhiro Shiratori
Katsuhiro Shiratori (Japans: 白鳥 勝浩) (Ota, 29 oktober 1976) is een Japans beachvolleyballer. Hij won een gouden en bronzen medaille bij de Aziatische Spelen en nam driemaal deel aan de Olympische Spelen.

## Carrière

### 1999 tot en met 2006
Shiratori debuteerde in 1999 met Shoji Setoyama in Acapulco in de FIVB World Tour. Van 2001 tot en met 2004 vormde hij vervolgens een team met Satoshi Watanabe. Het eerste jaar deed het duo aan negen reguliere toernooien in de World Tour mee waarbij een dertiende plaats op Mallorca werd behaald. Daarnaast namen ze deel aan de wereldkampioenschappen in Klagenfurt, waar ze na twee nederlagen in de groepsfase strandden. Het daaropvolgende seizoen waren ze actief op negen mondiale toernooien met een zeventiende plaats in Espinho als beste resultaat. Bij de Aziatische Spelen in Busan wonnen Shiratori en Watanabe bovendien de gouden medaille ten koste van de Indonesiërs Agus Salim en Koko Darkuncoro. In 2003 speelde het duo negen reguliere wedstrijden in de internationale competitie en nam het deel aan de WK in Rio de Janeiro. Daar wonnen ze hun eerste wedstrijd van Stéphane Canet en Mathieu Hamel uit Frankrijk, maar na twee daaropvolgende nederlagen was de derde plaats in de groep het eindstation. Het jaar daarop kwamen Shiratori en Watanabe in actie op tien toernooien waarbij ze twee negende plaatsen behaalden (Kaapstad en Carolina).
In september 2004 speelde hij nog een wedstrijd met Shinpei Aoki, waarna hij het seizoen daarop een team vormde met Taichi Morikawa. Het tweetal deed mee aan acht reguliere FIVB-toernooien en kwam daarbij niet verder dan een vijf-en-twintigste plaats. Bij de WK in Berlijn verloren ze de eerste wedstrijd van het Chinese duo Xu Qiang en Xu Linyin en werden ze in de eerste ronde van de herkansing uitgeschakeld door de Nederlanders Gijs Ronnes en Jochem de Gruitjer. Bij de Aziatische kampioenschappen in Songkhla wonnen ze daarnaast de bronzen medaille. Van oktober 2005 tot en met augustus 2006 partnerde Shiratori met Koichi Nishimura. Bij twaalf toernooien in de World Tour kwamen ze tot een zevende plaats in Marseille.

### 2006 tot en met 2012
Vervolgens wisselde Shiratori van partner naar Kentaro Asahi met wie hij tot en met 2012 een team zou vormen. Datzelfde jaar namen ze nog deel aan de Aziatische Spelen in Doha waar ze op een gedeelde vijfde plaats eindigden nadat ze van de latere winnaars Zhou Shun en Li Jian verloren. In 2007 deed het duo mee aan dertien reguliere toernooien op mondiaal niveau. Ze behaalden daarbij onder meer een vierde plaats in Marseille en drie negende plaatsen (Zagreb, Montreal en Åland). Bij de WK in Gstaad bleven ze na drie nederlagen in de groepsfase steken. Het jaar daarop namen ze deel aan twaalf toernooien in de World Tour met twee negende plaatsen in Stavanger en Sanya als beste resultaat. Bij de Olympische Spelen in Peking gingen Shiratori en Asahi als tweede in de groep door naar de achtste finale waar ze werden uitgeschakeld door de Brazilianen Márcio Araújo en Fábio Luiz Magalhães. Het daaropvolgende seizoen kwam het tweetal in actie op zes internationale toernooien waarbij het goed was voor een negende plaats in Shanghai. Bij de Aziatische kampioenschappen wonnen ze bovendien de bronzen medaille ten koste van Aleksej Sidorenko en Aleksandr Djatsjenko uit Kazachstan.
In 2010 speelden ze zes wedstrijden op mondiaal niveau met een zeventiende plaats in Brasilia als beste resultaat. Bij de Aziatische kampioenschappen verloren ze in de kwartfinale van het Chinese duo Wu Penggen en Xu Linyin. Bij de Aziatische Spelen in Guanzhou behaalden Shiratori en Asahi brons nadat ze de troostfinale van de Kazachen Dmitri Jakovlev en Aleksej Koelesjov hadden gewonnen. Het jaar daarop was Shiratori in de World Tour op vier toernooien actief met Keisuke Imai en eenmaal met Aoki. Met Asahi bereikte hij wederom de kwartfinale van de Aziatische kampioenschappen die verloren werd van Sidorenko en Djatsjenko. In 2012 namen Shiratori en Asahi deel aan drie FIVB-toernooien en plaatsten ze zich via de continentale kwalificatie voor de Olympische Spelen in Londen. Het duo strandde na drie nederlagen in de groepsfase. Na afloop van de Spelen ging het tweetal uit elkaar.

### 2015 tot heden
Na een pauze van twee jaar keerde Shiratori in 2015 terug in het internationale beachvolleybal. Met Yoshiumi Hasegawa behaalde hij onder meer een negende plaats bij de Xiamen Open. Het jaar daarop bereikten ze bij de Aziatische kampioenschappen in Sydney de kwartfinale die verloren werd van de Nieuw-Zeelanders Ben O'Dea en Jason Lochhead. In de World Tour kwam Shiratori bij vier toernooien niet verder dan een vijf-en-twintigste plaats. In 2017 partnerde hij met Takumi Takashi. Het duo bepaalde een vijfde plaats in Shepparton en was verder actief in de continentale competitie. Bij de Aziatische kampioenschappen werden ze in de achtste finale uitgeschakeld door Christopher McHugh en Damien Schumann uit Australië. Het jaar daarop volleybalde Shiratori afwisselend met verschillende spelers in de nationale, continentale en internationale competitie. Met Yuya Ageba behaalde hij een vijfde plaats bij de FIVB-toernooien van Satun en Bangkok en met Takashi Tsuchiya werd hij negende bij het toernooi van Anapa. Met Ageba deed hij bovendien mee aan de Aziatische Spelen in Palembang waar ze in de achtste finale werden uitgeschakeld door de Iraniërs Bahman Salemi en Arash Vakili.
In 2019 speelde Shiratori een half seizoen met Jumpei Ikeda, alvorens hij een team vormde met Yusuke Ishijima. Met Ikeda verloor hij in de achtste finale van Aziatische kampioenschappen in Maoming van het Chinese tweetal Yan Tinyang en Li Jian en behaalde hij met een derde plek in Boracay zijn eerste podiumplaats in de World Tour. Met Ishijima boekte hij meerdere overwinningen in de nationale competitie en kwam hij internationaal tot een vijfde plaats in Knokke-Heist. In 2020 eindigde het tweetal als negende bij de Aziatische kampioenschappen in Udon Thani nadat de achtste finale verloren werd van de Kazachen Dmitri Jakovlev en Sergej Bogatoe. Het seizoen daarop namen Shiratori en Ishijima in eigen land deel aan de Olympische Spelen waar ze na drie nederlagen niet verder kwamen dan de groepsfase. Met Ikeda bereikte hij bij de Aziatische kampioenschappen in Phuket de achtste finale die verloren ging tegen de latere kampioenen Christopher McHugh en Paul Burnett. In 2022 was Shiratori met verschillende partners actief in de Japanse competitie.

## Palmares
Kampioenschappen
- 2002:  Aziatische Spelen
- 2005:  AK
- 2008: 9e OS
- 2009:  AK
- 2010:  Aziatische Spelen

FIVB World Tour
- 2019:  1* Boracay